# Hélécine
Hélécine (en való Élessene, neerlandès Heilissem) és un municipi belga del Brabant Való a la regió valona. Comprèn les localitats de Neerheylissem, Opheylissem i Linsmeau. L'1 de gener del 2024 tenia 3.847 habitants.